# 靜浦村
靜浦村（阿美族語：Cawi'）位於台灣花蓮縣豐濱鄉最南端，坐落於秀姑巒溪出海口南側。北鄰豐濱鄉港口村，東濱太平洋，西鄰瑞穗鄉、玉里鎮，南接台東縣長濱鄉。原住民人口比例約為90%，是豐濱鄉原住民比例最高的村。
村內有靜安部落、靜浦部落及三富橋部落。

## 村名意義
原為阿美族語之 Cawi'（音近「札位」），意思為山坳裡的平地。
在清帝國時期，靜浦原先位於較西側的舊址 Dafdaf，清朝文獻稱「納納社」。
秀姑巒溪出海口地區稱為 Cepo'，意指「混濁地」。出海口的奚卜蘭島（Ciporan）亦為類似意思。在靜浦以西尚有一道小溪，舊稱 Ci'icepay（意指「多檳榔地」），可能是 1798 年《台灣後山圖》中所標記的「伊啐擺」。

## 部落活動
部落居民以漁業為主要的產業，以海鮮為主食；先民凌晨出海捕撈的生活文化，至今仍繼續傳承著。
三富溪為直額絨螯蟹（青毛蟹）主要產地之一，靜浦村民為維護三富溪的生態環境，在民國 88 年（西元 1999 年）成立巴拉峨巒溪護溪協會，全村居民幾乎都參與護溪工作，使三富溪生態資源獲得更完善的維護。

## 村內地標或重要地點
- 北回歸線標碑：位於村內台11線公路70.5公里處 [3]
- 長虹橋[4]
- 靜浦遺址[5]
- 大港口事件紀念碑[6]
- 奚卜蘭島
- 太陽廣場

## 知名人物
- 黃榮山：台大應用力學研究所教授；榮工少棒隊三壘手。

## 事件
- 知名導演齊柏林率領拍攝團隊，為其電影代表作《看見台灣》續集《看見台灣II》進行勘景作業時，不幸發生空難事故墜機於此[7]。